# Онель Ернандес
Онель Лазаро Ернандес Маєа (ісп. Onel Lázaro Hernández Mayea, нар. 1 лютого 1993, Морон) — німецький та кубинський футболіст, який грає на позиції вінгера в англійському клубі «Норвіч Сіті» та національній збірній Куби.

## Клубна кар'єра
Онель Ернандес народився на Кубі, та ще в юному віці перебрався з матір'ю до Німеччини. Там він розпочав грати у футбол під впливом свого прийомного батька-німця. Розпочав заняття футболом у юнацькій команді «Вестфалія» (Нойнкірхен), пізніше грав у юнацьких командах «Гютерсло 2000», «Рот Вайс» (Ален) та «Армінія» (Білефельд). У 2010 році дебютував у складі «Армінії» в основному складі в Другій Бундеслізі. За підсумками сезону команда з Білефельда вибула з другої Бундесліги, і наступний сезон Ернандес провів у складі «Армінії» в третій німецькій лізі. З 2012 до 2016 року Онель Ернандес грав у складі других команд «Вердера» та «Вольфсбурга» в регіональних лігах, проте до основних команд цих клубів пробитися йому не вдалось. У 2016 році Онель Ернандес став гравцем клубу другої Бундесліги «Айнтрахт» з Брауншвейга.
25 січня 2018 року Онель Ернандес на запрошення німецького тренера Даніеля Фарке став гравцем команди англійського Чемпіоншипа «Норвіч Сіті». У новій команді він швидко став гравцем основного складу, а за підсумками наступного сезону «Норвіч Сіті» вийшов до Прем'єр-ліги. 9 серпня 2019 Ернандес дебютував у Прем'єр-лізі в матчі проти «Ліверпуля», ставши першим кубинцем в англійській Прем'єр-лізі. Щоправда, кубинського футболіста клуб двічі віддавав у оренду до двох інших англійських команд — «Мідлсбро» і «Бірмінгем Сіті».

## Виступи за збірні
У 2010 році Онель Ернандес провів 1 матч у складі юнацької збірної Німеччини у грі проти українських однолітків. У 2018 році Ернандеса уперше запросили до складу
національної збірної Куби, проте з політичних мотивів, а саме те, що він грає за кордоном, на той час він так і не дебютував у складі збірної. Удруге Онель Ернандес викликаний до національної збірної у березні 2021 року на матчі кваліфікаційного раунду чемпіонату світу з футболу. Дебютував Ернандес у складі кубинської збірної 24 березня 2021 року в матчі проти збірної Гватемали. 28 березня в матчі зі збірною Кюрасао Онель Ернандес забив свій перший м'яч у складі збірної.

## Статистика виступів

### Статистика виступів за збірну
Станом на 12 червня 2022 року
| Дата      | Місто            | Господарі                | Результат | Гості                         | Турнір                                        | Голи | Примітки |
| --------- | ---------------- | ------------------------ | --------- | ----------------------------- | --------------------------------------------- | ---- | -------- |
| 24-3-2021 | Гватемала        | Гватемала                | 1 – 0     | Куба                          | Відбір до ЧС 2022                             | -    | 46'      |
| 28-3-2021 | Гватемала        | Куба                     | 1 – 2     | Кюрасао                       | Відбір до ЧС 2022                             | 1    |          |
| 2-6-2021  | Гватемала        | Куба                     | 5 – 0     | Британські Віргінські Острови | Відбір до ЧС 2022                             | 1    |          |
| 8-6-2021  | Бастер           | Сент-Вінсент і Гренадини | 0 – 1     | Куба                          | Відбір до ЧС 2022                             | -    |          |
| 2-6-2022  | Лез-Абім         | Гваделупа                | 2 – 1     | Куба                          | Ліга націй КОНКАКАФ 2022—2023 - груповий етап | -    |          |
| 5-6-2022  | Сантьяго-де-Куба | Куба                     | 3 – 0     | Барбадос                      | Ліга націй КОНКАКАФ 2022—2023 - груповий етап | -    |          |
| 9-6-2022  | Бастер           | Антигуа і Барбуда        | 0 – 2     | Куба                          | Ліга націй КОНКАКАФ 2022—2023 - груповий етап | 1    |          |
| 12-6-2022 | Сантьяго-де-Куба | Куба                     | 3 – 1     | Антигуа і Барбуда             | Ліга націй КОНКАКАФ 2022—2023 - груповий етап | -    |          |
| Усього    |                  | Матчів                   | 8         |                               | Голів                                         | 3    |          |

## Титули і досягнення
- Переможець Чемпіонату Футбольної ліги (1):

«Норвіч Сіті» : 2018–2019